# ベッツェッカの戦い
ベッツェッカの戦い（伊: Battaglia di Bezzecca, 独: Schlacht bei Bezzecca）は、普墺戦争で行われた戦いの一つで、1866年7月21日にイタリア王国軍とオーストリア帝国軍の間で発生した。第三次イタリア独立戦争とも言うべき戦争で、統一の英雄ジュゼッペ・ガリバルディは正規軍と同等の装備を持ったアルプス猟兵軍を率いて、ケーニヒグレーツの戦いに続こうと北東部を進む王国軍主力を補助する形でトレンティーノ地方へと進軍した。

## 概要
ガリバルディはオーストリア側の要塞や町々の幾つかを占領したが、その過程で銃弾を体に受け負傷した。加えて主力軍がクストッツァの戦いで惨敗を喫したとの報告が届き、オーストリア軍のフランツ・クーン将軍はこれを機会と見て、イタリア側の町ベッツェッカを占領する反撃に転じた。ガリバルディは負傷を押して前線に立ち、奪われた町を取り戻すための戦いを始めた。
イタリア砲兵隊による支援砲撃を受けながら、ガリバルディと息子のメノッティ、リッチョティを先頭にアルプス猟兵軍が歩兵突撃を開始、激戦の末にオーストリア軍を敗走させてベッツェッカを奪還した。ガリバルディはただちに追撃行動に移ったが、オーストリア軍の要塞を攻略していた最中の8月9日に、本国からオーストリアと講和したとの連絡が届いた。ラ・マルモラ元帥はガリバルディに撤収を命令し、ガリバルディは憤慨する義勇兵たちを鎮めて「従う」とのみ電文を返した。